# Montée de l'Oratoire
Pour les articles homonymes, voir Oratoire.
La montée de l’Oratoire est une voie marseillaise située dans les 6e et 7e arrondissements de Marseille.

## Situation et accès
Elle va du boulevard André-Aune à la montée de la Bonne-Mère.
Son ascension démarre à l’intersection avec la rue Jules-Moulet et le boulevard André-Aune par un petit escalier dont l’accès se fait sous le bâtiment du nº2 dudit boulevard. À partir de l’intersection avec la rue de l'Abbé-Dassy, elle s’élargit et continue jusqu’à la place du Colonel-Edon où se croisent les rues Vauvenargues et Fort-du-Sanctuaire. Elle se termine sur la montée de la Bonne-Mère qui donne accès à la basilique Notre-Dame-de-la-Garde.
La voie est desservie par la ligne de bus  de la RTM dans le sens de la descente uniquement.

## Origine du nom
La montée doit son nom à un oratoire situé autrefois sur sa partie haute (actuelle place du Colonel-Édon).

## Historique

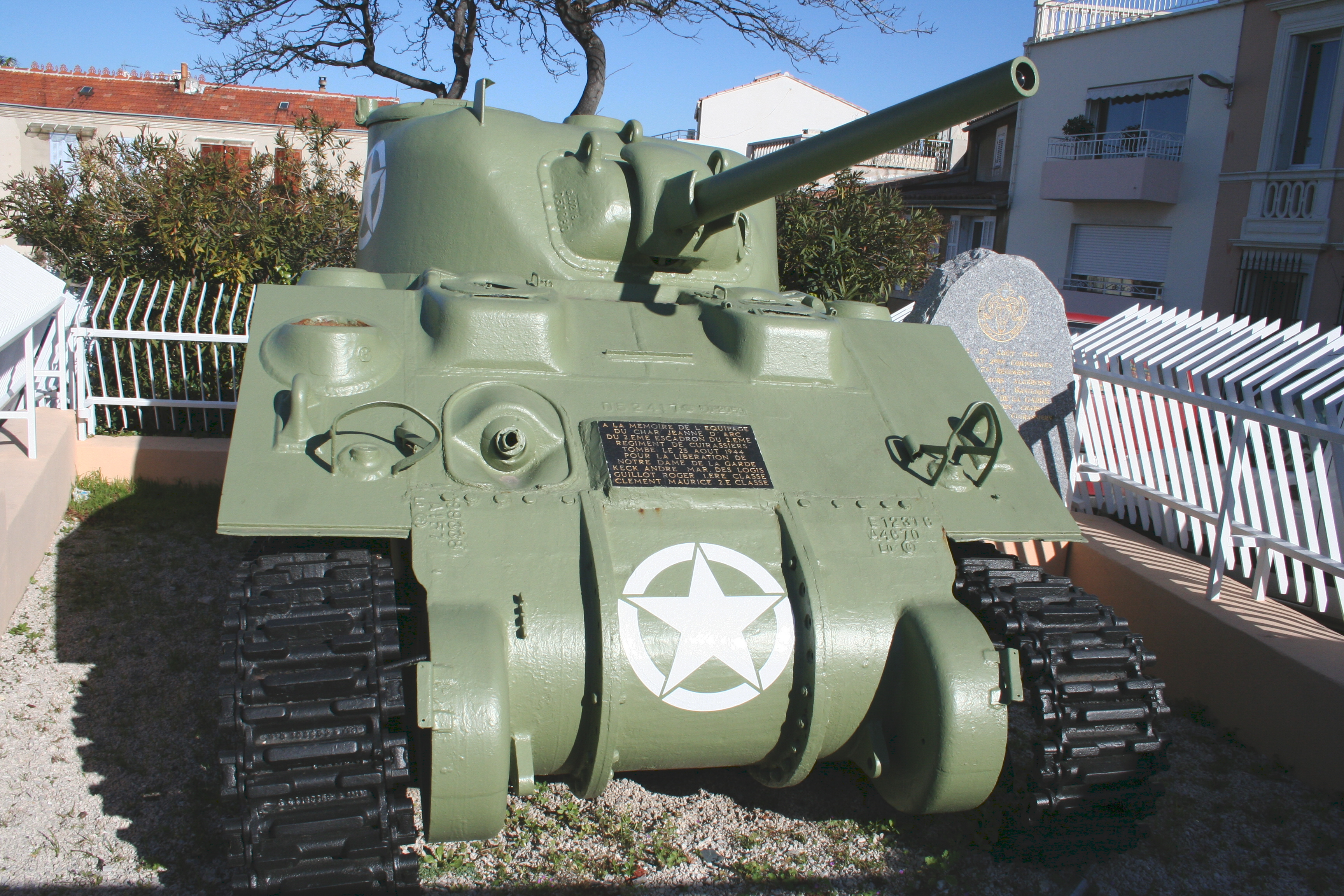
Le char « Jeanne d'Arc », ayant servi à la Libération, exposé sur la place du Colonel-Édon.

Elle s’appelait autrefois « chemin de Notre-Dame-de-la-Garde » car elle constituait à de nombreuses époques le seul accès à la colline Notre-Dame et ce, en venant par la rue Fort-Notre-Dame et la rue des Brusques.
Ce chemin, venant de la rue Sainte par les rues de la Taulisse des Brusques, coupait l’actuel cours Pierre-Puget et empruntait les escaliers qui sont actuellement sous l’immeuble nº2 de l’actuel boulevard André-Aune pour atteindre la montée de l’Oratoire. Sur l’actuelle place du Colonel-Édon s’élevait par le passé un oratoire, petit édifice formé par quatre colonnes disposées en carré surmonté d’un toit à quatre pans. Au centre se trouvait un bloc de pierre faisant office de reposoir lors de la remontée de la statue de Notre-Dame-de-la-Garde, après qu’elle eut fait le tour de la ville. Il avait été construit en 1817 pour permettre aux Pénitents Blancs de se reposer. Il fut détruit à la fin du XIXe siècle lorsque les processions furent interdites mais cette appellation est très ancienne.
Dans le bas de cette voie se trouvait le Théâtre de l’Oratoire, dit aussi théâtre de la Colonne, du nom du jardin ouvert dans les années 1820 par un certain Babo, fabricant de sabots.
La montée est classée dans la voirie de Marseille le 28 avril 1855.

## Bâtiments remarquables et lieux de mémoire
- Le jardin de la colline Puget est accessible par la rue de l’Abbé-Dassy.
- Au nº8 se trouve l’Institut des aveugles fondé par l’abbé Louis-Toussaint Dassy en 1850, tout d'abord au boulevard de la Madeleine puis transféré l'année suivante sur les pentes de Notre-Dame-de-la-Garde, sur des terrains achetés à MM. Martin et Meistre. La première pierre de cet établissement est posée le 28 janvier 1859, inauguré, au son de la musique de la douane et des pompiers, le 6 mai 1861[1].